# Luisa de Francia (1515-1518)
Luisa de Valois (19 de agosto de 1515 - 21 de septiembre de 1518) fue la primera hija del rey Francisco I de Francia y su esposa la reina Claudia.

## Vida
Tenía una salud delicada. Su padre la ofreció en matrimonio a su rival, el archiduque Carlos en 1516, el mismo año en que se convirtió en rey de Castilla y Aragón, mediante el Tratado de Noyon, se comprometieron. En el momento de la celebración del contrato, Luisa tenía un año, Carlos dieciséis. La dote eran los derechos de Francia sobre el reino de Nápoles, pero su muerte prematura víctima de convulsiones evitará esta unión. Es sucedida como prometida de Carlos por su hermana Carlota.